# 向井周太郎
向井 周太郎（むかい しゅうたろう、1932年10月25日 - 2024年10月24日）は、東京都出身のインダストリアルデザイナー・デザイン教育者。武蔵野美術大学名誉教授。

## 略年譜
- 1932年、東京生まれ。
- 1955年、早稲田大学商学部卒業。同文科系大学院商学研究科(経営経済学専攻)在学中にJETROのデザイン留学制度で一年間、ドイツ・ウルム造形大学に留学。同大学においてマックス・ビル、オトル・アイヒャー、マックス・ベンゼ、トーマス・マルドナード、オイゲン・ゴムリンガー、ヘレーネ・ノンネ=シュミット、エリザベート・ヴァルターらに学ぶ。
- 1957年に帰国後、通産省工業技術院産業工芸試験所意匠研究部研究生、豊口デザイン研究所（インダストリアル・デザイン、インテリア・デザインに従事）を経て、1963–64年、ウルム造形大学インダストリアル・デザイン研究所フェロー及び1964–65年、ハノーヴァー大学インダストリアル・デザイン研究所フェローとしてデザインの研究開発と教育に従事する。
- 1965年、帰国後、武蔵野美術大学で新設学科として基礎デザイン学科（67年発足）の起案と設立に従事。以後、デザイナーとして活動する一方、同学科において新しいタイプの人材の育成とデザイン学の形成に力を注ぐ。
- 2000年、ドイツで行われたハノーヴァー万国博覧会併設事業「今日は明日–経験と構成の未来展」において「世界プロセスとしての身振り」を出品する。
- 2003年、武蔵野美術大学退任。同年より、武蔵野美術大学名誉教授となる。
- 2013年、武蔵野美術大学 美術館にて、2000年に行われたドイツの展示を再現した「向井周太郎 世界プロセスとしての身振り」が行われる。
- 2024年10月24日に死去。享年91[1]。

## 著書
- 「かたちのセミオシス セリ・ポイエシス 2」（思潮社、1986）
- 「ふすま」住まい学大系081（住まいの図書館出版局、1997）
- 「ふすま 文化のランドスケープ」（中央公論新社、2007）
- 「デザインの理念と形成1–6」（武蔵野美術大学 造形学部 基礎デザイン学科研究室、1966-2003）執筆・監修
- 「かたちの詩学 morphopoiesis I II」（美術出版社、2003）
- 「生とデザイン かたちの詩学I」（中央公論新社、2008）
- 「デザインの原像 かたちの詩学II」（中央公論新社、2008）
- 「デザイン学 思索のコンステレーション 」（武蔵野美術大学出版局、2009）[第8回竹尾賞優秀賞
- 「形象の記憶 デザインのいのち 」（武蔵野美術大学出版局、2021）

他、共著多数